# 布列塔尼级战列舰
布列塔尼級戰列艦（法語：Classe Bretagne）是法國海軍首次建造的超無畏艦，本級艦共建造三艘，並以法国省份名称命名，其同型艦分別為布列塔尼号、普罗旺斯号、洛林号，三艘艦均在第一次世界大戰期間陸續服役。在設計上，布列塔尼級參考自孤拔級戰艦，其主砲以10門340（13.4英寸）口徑主砲代替孤拔級的12門305（12英寸）口徑主砲。原本希臘海軍向法國方面訂購一艘布列塔尼級戰艦，但迫於第一次世界大戰而停工。
三艘同型艦在第一次世界大戰期間皆編入法國地中海艦隊，主要任務為封鎖亞得里亞海，以避免奧匈帝國海軍突破，但奧匈帝國海軍較少活動而建樹較少。一次大戰後，本級艦經歷多次改裝，並分別在地中海進行巡航。西班牙內戰期間，由於法國奉行不干涉主義，布列塔尼級僅在沿岸執行巡邏任務。第二次世界大戰爆發後，布列塔尼級主要執行艦隊護航與反護航襲擊任務，這些任務執行至法國在1940年6月向納粹德國投降為止。當法國投降後，英國擔心德國海軍會徵收法國艦艇來擴張勢力，因而在1940年7月3日發動凱比爾港海戰，首艦布列塔尼號在戰役中遭擊沉；普羅旺斯號則受到重創，並在戰後返回土倫。1942年，為避免德國海軍繳獲法國艦艇，法國海軍遂將所有停靠在土倫的艦隊全部鑿沉，其中包括普羅旺斯號。洛林號則在1942年前被英國扣留在亞歷山大港，1942年後才加入自由法國海軍。隨後，洛林號參與龍騎兵行動，以砲火支援聯軍登陸法國南部。二次大戰後，洛林號成為本級艦唯一一艘安然度過2次大戰的戰艦，並在1950年代初轉為訓練艦與兵營艦，直到1954年才拆解報廢。

## 设计
1910年前，法國國內還未有任一艘無畏艦，然而英國、德國、美國都已經有數艘已建成或建造中的無畏艦與戰鬥巡洋艦，這迫使法國海軍開始展開新的造艦計畫，以趕上其他國家。隨後，法國海軍開始建造4艘孤拔級戰艦。然而，在無畏艦數量上法國仍落後於其他國家。為了彌補法國艦隊的劣勢，國會於1912年3月30日通過新的海軍擴充法案，決定在1920年前建成28艘戰艦。前3艘艦將於1912年開始建造，而這3艦即為布列塔尼级。
布列塔尼级主要用以替代前无畏级时代的卡诺号战列舰、查理·马特号战列舰、自由號戰艦。本級艦研發參考自前一型孤拔級戰列艦，其船體尺寸与孤拔级相近；這主要是考量到法國造船廠的船塢、乾塢、改裝碼頭的最大容量在當時僅能容納孤拔级的尺寸。法國海軍最高委員會（法語：Conseil supérieur de la Marine，CSM）隨後提出23,500公噸（23,100長噸；25,900短噸）的戰列艦設計需求，並在主要武器上須配備12門340（13英寸）口徑主炮，且配置在6座雙聯裝砲塔內。
然而，在配備340（13英寸）口徑主炮的設計上，其砲塔重量超出原本孤拔級的305（12.0英寸）口徑砲塔，使設計人員難以克服此一困難點。在6座主炮砲塔配置上，預計前後各配置2座，並以超射方式配置；另外4座則位於船舯舷側，但這會使排水量增加3,000公噸（3,000長噸），船體長度也必須加長。在聽取設計人員的建議後，海軍最高委員會同意將主砲塔改為5座雙聯裝配置，並全配置於船軸線上。儘管火炮數量比原預計有所減少，但仍可使10門主砲在同一側開火。為了補償主砲增加的重量，裝甲帶的寬度減少20（0.79英寸）。
3艘同型艦中，普羅旺斯號首先於1912年5月21日在洛里昂兵工廠放置龍骨；布列塔尼號於1912年7月22日在布雷斯特兵工廠開工；洛林號則於1912年11月7日在庞韦特造船厂開始建造。由於第一次世界大戰在1914年7月爆發，法國的工業能力的優先度轉向陸軍裝備，因而在造艦速度有所減緩。

### 整體特徵

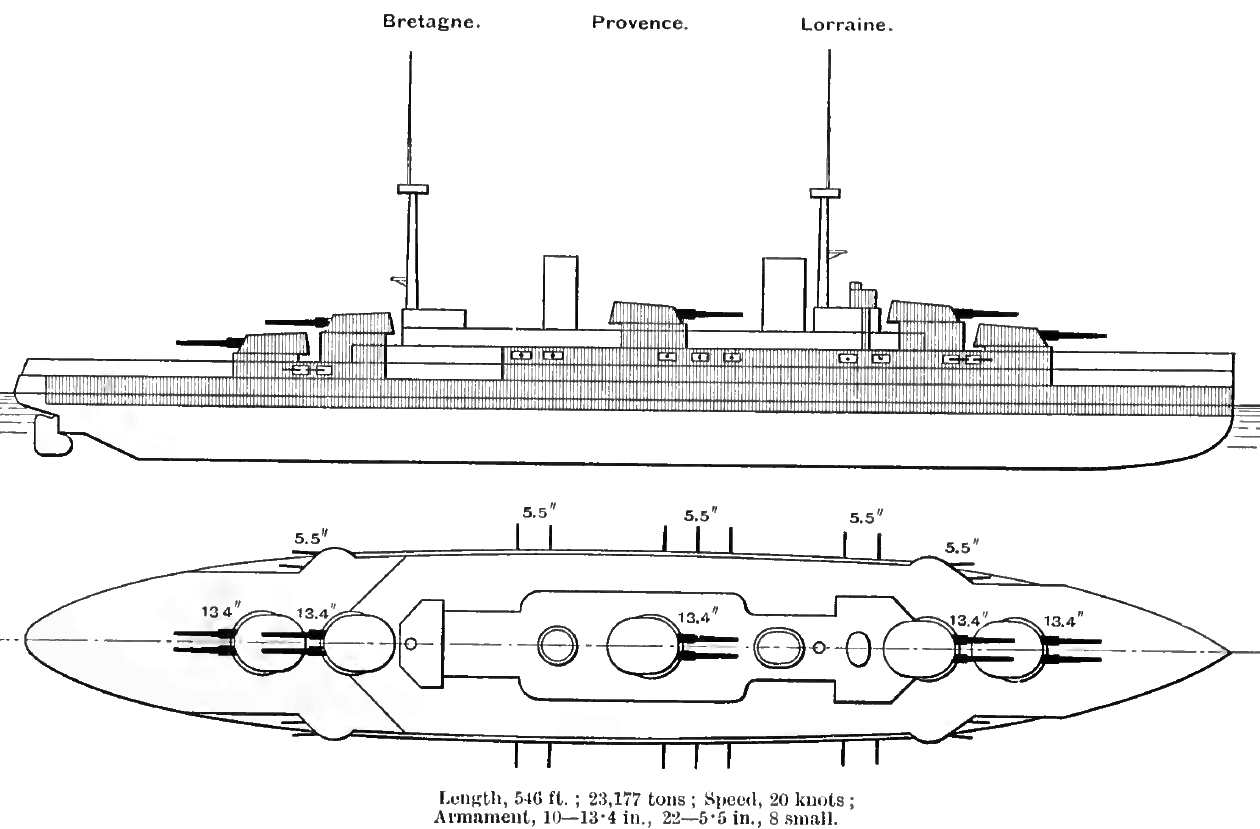
布列塔尼級描繪圖，出自1915年的布拉希海軍年鑑（Brassey's Naval Annual）。

布列塔尼级的水線長度為164.9（541英尺），全長166（545英尺），船寬26.9（88英尺），吃水深度約8.9至9.8（29至32英尺）之間。艦體在設計時，标准排水量設定为23,936公噸（23,558長噸），满载排水量時为25,000公噸（25,000長噸）。容納人數為34名軍官，139名士官，以及1,193名船員。艦上另放置數艘小型船隻，包括2艘10（33英尺）長的蒸汽艇、3艘11（36英尺）長的巡邏艇、1艘13（43英尺）長的大艇、3艘10.5（34英尺）長的登陸小艇、2艘5（16英尺）長的小艇、2艘8.5（28英尺）長的划艇、以及2艘5.6（18英尺）長的救生艇。
本級艦使用的動力系統為4組帕森型蒸汽渦輪發動機，但在鍋爐方面，3艘同型艦各不相同，布列塔尼號上為24組尼克勞斯（Niclausse）式管型鍋爐；洛林號為24組奧蓋特·迪·湯普勒（Guyot du Temple）式水管鍋爐；普羅旺斯號則是18組貝爾維爾（Belleville）式管型鍋爐，所有鍋爐皆為燃煤式。每組發動機分別驅動1組螺旋槳，共可生產29,000匹軸馬力（22,000千瓦特），使本級艦最高航速可達20節（37每小時；23英里每小時）。4艘同型艦皆可攜帶900公噸（890長噸；990短噸）重的煤炭，但若增至最大載量可達2,680公噸（2,640長噸；2,950短噸）。續航力上，若以最高航速巡航時，其續航距離為600海里（1,100；690英里）；但若以13節（24每小時；15英里每小時）巡航，其距離可增至2,800海里（5,200；3,200英里）；如果航速降至10節（19每小時；12英里每小時），續航距離將達4,600海里（8,500；5,300英里）。
在3艘同型艦建造完成後，於戰間期皆經歷多次改裝。1919年，布列塔尼號裝配一重三腳桅，普羅旺斯號與洛林號則在1920年代初才裝配三腳桅。1924年，布列塔尼號上的4組鍋爐換成燃油式鍋爐，而普羅旺斯號則於1927年將艦上一半的鍋爐換成燃油式鍋爐。布列塔尼號在後來改裝中又將6組鍋爐換成燃油式，而艦上的直驅式渦輪機換成帕森齒輪傳動汽輪機；普羅旺斯號則在1931年至1934年之間進行類似改裝；洛林號的推進系統同樣也有類似改裝。1935年，洛林號的艦舯主砲被移除，並設置一組飛機彈射器及三座飛機機庫，使該艦能搭載3架水上飛機。艦上原預計搭載古尔杜-勒瑟尔GL819型與波泰452型水上飛機，後來改為羅爾130型飛行艇；不過到1944年時，該艦上的艦載機設施又被移除。

### 武器配備

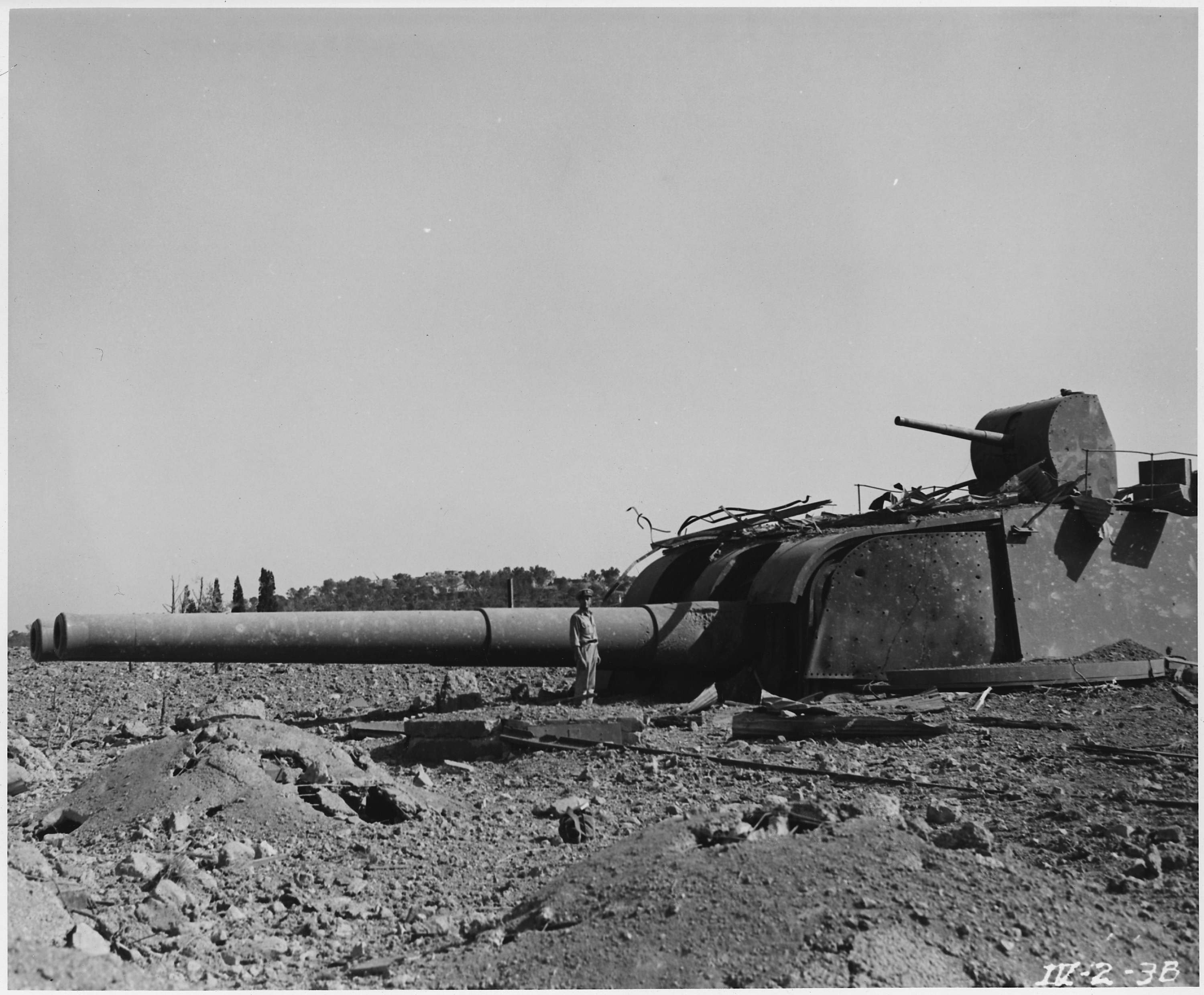
一座原為普羅旺斯號的主砲砲塔，該艦在1942年鑿沉後，艦上2門340 mm口徑主砲被轉移至沿岸當作岸防炮。

在主要装备上，布列塔尼级使用了比孤拔级更多的主要武器，其主砲使用10門340公釐45倍徑1912年式火砲，並配置在5座二聯裝砲塔內。前甲板两座，後甲板两座，並以超射方式布局，于船舯处的一座能向两侧开火，所有砲塔全配置於船軸線上。該主砲最大仰角12度，最大射程為14,500（47,600英尺）。1917年，洛林號的主炮最大仰角改進至18度，使最大射程增至21,100（69,200英尺）；布列塔尼號與普羅旺斯號則在1919年後也跟進。每座主砲配給100輪砲彈，其儲存在裝藥庫下方的彈藥庫。每一門主砲重65.89公噸（64.85長噸），其内筒寿命约为250发，开火的频率周期为每分鐘2輪。使用的炮弹包括高爆彈（HE）和半穿甲彈（SAP），以下为具体型号：
| 型號      | 類型         | 長度              | 重量           |
| --------- | ------------ | ----------------- | -------------- |
| M1912     | 被帽穿甲彈型 | 125.8（49.5英寸） | 555（1,224磅） |
| M1924     | 被帽穿甲彈型 | 149.6（58.9英寸） | 575（1,268磅） |
| M1926     | 高爆彈型     | 105.4（41.5英寸） | 382（842磅）   |
| 15A       | 高爆彈型     | 不適用            | 465（1,025磅） |
| 17 FATO   | 高爆彈型     | 不適用            | 445（981磅）   |
| FATO 32-6 | 高爆彈型     | 不適用            | 431.8（952磅） |

在次要武器方面，布列塔尼级上配有22门138公釐口徑1910年式海軍砲用作副砲，其配置在船側炮廓內，這些火炮預計攻擊敵方戰艦的上層建築，以及防禦前來攻擊的魚雷艇。艦上另有7門47（1.9英寸）口徑哈其開斯M1885型快砲，其中2門放置於司令塔，其餘5門分別放置於主砲塔上。一次大戰期間，艦上另加裝1對75（3.0英寸）口徑火炮。船體水線下還裝有4組450（18英寸）魚雷管。
一次大戰過後，所有同型艦在武器上皆有所調整。1919年至1920年期間，布列塔尼號前甲板4門138（5.4英寸）口徑火炮被移除；另外，原本前船樓的75（3.0英寸）口徑防空炮與2門47（1.9英寸）口徑防空炮的混搭配置，改由4門75（3.0英寸）口徑防空炮取代。1927年，24挺8（0.31英寸）口徑霍奇克斯機關槍安裝在布列塔尼號前甲板上；後甲板4門138（5.4英寸）口徑火炮與75（3.0英寸）口徑防空炮於1931年到1932年期間被移除，改換成8門75公釐口徑1924年式火砲，另加裝16門霍奇克斯M1929重機槍，這些機槍接配置在4座双聯裝砲塔內。普羅旺斯號則在1922年改裝期間，移除前甲板4門138（5.4英寸）口徑火炮，並加裝4門75（3.0英寸）口徑防空炮。1931年至1934年期間，普羅旺斯號接收從布列塔尼號拆卸的75（3.0英寸）口徑防空炮；1940年，普羅旺斯號加裝12挺霍奇克斯M1929重機槍，並配置在4座双聯裝砲塔。洛林號的武器改裝幅度也與前兩艦類似，但在1935年期間，該艦船舯主砲塔被移除，並在該位置加裝飛機彈射器。同一時間，4門100（3.9英寸）口徑1930年型火炮與8門霍奇克斯M1929重機槍加裝至該艦上，8門重機槍配置在2座双聯裝砲塔內。1940年，艦上100（3.9英寸）口徑1930年型火炮被轉移至正在建造中的黎胥留號上，而洛林號另加裝8門75（3.0英寸）口徑1929年型火炮。1944年3月至5月期間，14門40（1.6英寸）口徑火炮與25門20（0.79英寸）火炮以單裝方式加裝至洛林號上，而霍奇克斯M1929重機槍被移除。

### 射控系統
布列塔尼級的使用的為巴爾和斯特勞德的4.57（15.0英尺）測距儀，每座砲塔另配有2（6英尺7英寸）長的測距儀，並安裝在後側的裝甲罩下方部位。在戰間期，本級艦開始加裝供主砲、副砲、防空武器使用的射控系統。前方位於超射位置的砲塔，其測距儀在改裝時更換為8.2（27英尺）長的儀器。次要武器的射控系統由2組射控儀與4組測距儀組成，其與位於超射位置的主砲塔並排放置。

### 裝甲防護
布列塔尼級的主裝甲帶在船舯厚270（11英寸），但在兩端時則減至160（6.3英寸）；裝甲帶上方的炮廓以170（6.7英寸）厚的鋼板保護。水平保護方面，在設計上以三座裝甲甲板組成防護，其中主裝甲甲板厚30至40（1.2至1.6英寸）；上層與下層甲板皆為40（1.6英寸）厚。船側傾斜裝甲厚70（2.8英寸），並連接主甲板與裝甲帶。每個主砲炮座裝甲厚度為248（9.8英寸）；兩端的主砲塔正面以340（13英寸）厚的裝甲保護；在超射位置的砲塔防護則較差，其側面裝甲厚度僅為270（11英寸）；船舯的主砲塔裝甲防護最好，其側面裝甲厚度達400（16英寸）。司令塔部分以314（12.4英寸）厚的裝甲保護。艦上裝甲總重佔總噸位中的7,614公噸（7,494長噸；8,393短噸）。

## 服役歷程

### 同型艦
| 艦名                      | 造船廠         | 架設日期      | 下水日期      | 服役日期      | 結局                                               | 附註         |
| ------------------------- | -------------- | ------------- | ------------- | ------------- | -------------------------------------------------- | ------------ |
| 布列塔尼號                | 布雷斯特兵工廠 | 1912年7月22日 | 1913年4月21日 | 1916年2月10日 | 1940年7月3日，於凱比爾港海戰中遭英國皇家海軍擊沉。 | [ 6 ] [ 21 ] |
| 普羅旺斯號                | 洛里昂兵工廠   | 1912年4月21日 | 1913年4月20日 | 1916年3月1日  | 1942年11月27日，由法國海軍於土倫自行鑿沉。         | [ 6 ] [ 21 ] |
| 洛林號                    | 庞韦特造船厂   | 1912年11月7日 | 1913年9月30日 | 1916年3月10日 | 1954年1月拆解。                                    | [ 6 ] [ 21 ] |
| 瓦西萊夫斯·康斯坦丁諾斯號 | 庞韦特造船厂   | 1914年6月12日 | 不適用        | 不適用        | 1914年8月時停止建造。                              | [ 22 ]       |

### 布列塔尼號

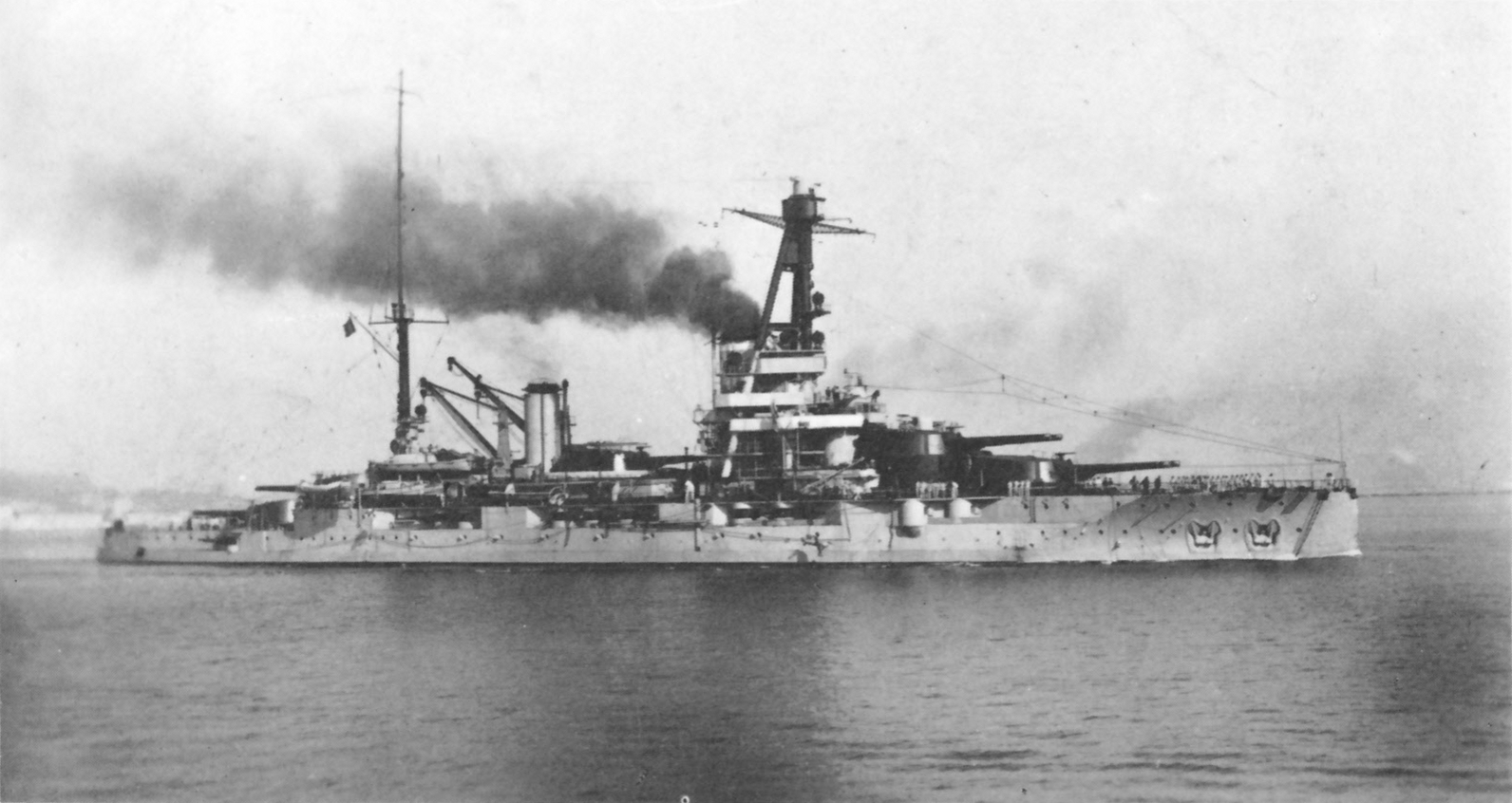
布列塔尼號於1920年代改裝後攝像。

布列塔尼號是本級艦首艦，該艦以法國布列塔尼大區命名，於1912年7月在布雷斯特兵工廠放置龍骨，並於1913年4月下水，至1916年2月正式在法國海軍服役。當第一次世界大戰爆發時，布列塔尼號被編入法國地中海艦隊，並隨隊駐防在克基拉島，阻止奧匈帝國海軍突破亞得里亞海，然而因奧匈帝國海軍的艦隊較少活動而較無建樹。在1920年代到1930年代期間，當時布列塔尼號的姊妹艦皆轉為後備役，但該艦仍繼續在法國海軍服役。西班牙內戰期間，由於法國奉行不干涉主義，布列塔尼號僅在沿岸執行巡邏任務。
1939年9月，二次世界大戰爆發，布列塔尼號在戰爭初期執行商貿護航任務。當法國於1940年6月22日投降後，布列塔尼號停靠在凱比爾港內。由於擔心德國海軍會徵收法國艦艇來擴張勢力，英國皇家海軍遂在1940年7月3日發動凱比爾港海戰，而布列塔尼號在海戰中被胡德號、決心號、勇士號的密集火炮擊沉，艦上共977人喪生，是該海戰中人員傷亡最慘重的艦艇，同時是本級艦第一艘與唯一一艘被擊沉的戰艦。翻覆的船體後來在1952年被打撈上岸，並直接拆解。

### 普羅旺斯號

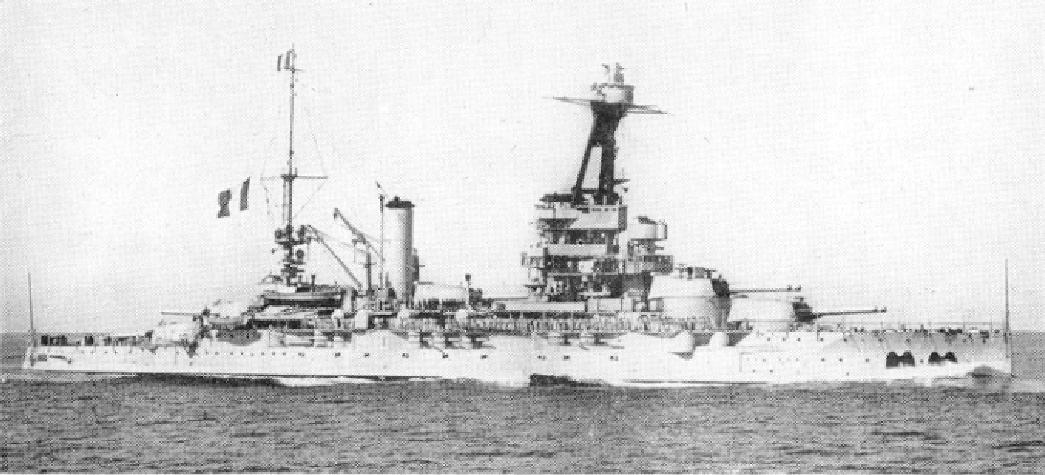
航行中的普羅旺斯號。

普羅旺斯號是布列塔尼级二號艦，其艦名取自於法國普羅旺斯大區，本艦於1912年4月21日在洛里昂兵工廠放置龍骨，1913年4月20日時下水，並在1916年3月正式在法國海軍服役。當第一次世界大戰爆發時，普羅旺斯號與其姊妹艦一同被編入法國地中海艦隊，並隨隊駐防在克基拉島，阻止奧匈帝國海軍突破亞得里亞海。然而因奧匈帝國海軍的艦隊較少活動，因而普羅旺斯號較無建樹。由於法國奉行不干涉主義，普羅旺斯號在西班牙內戰期間僅在沿岸執行巡邏任務。
二次世界大戰初期，普羅旺斯號在大西洋執行搜尋德國海上突襲艦隊的任務。在凱比爾港海戰期間，普羅旺斯號遭受英國皇家海軍重創並坐沉海底，戰後經過臨時修復後才得以脫淺，並在數艘驅逐艦護衛下返回土倫進行修理。1942年11月底，德軍發動里拉行動，強行佔領土倫並試圖強徵停靠在土倫的法國艦隊；法國海軍為反制遂將所有停靠在土倫的艦隊全部鑿沉，其中包括普羅旺斯號。1943年7月，普羅旺斯號艦上的2門主炮被轉移至濱海聖芒德里耶當作岸防炮。戰後，法國當局於1949年4月將普羅旺斯號船體打撈，其殘骸到1951年才拆解。

### 洛林號
洛林號是布列塔尼级三號艦，其艦名取自於法國洛林大區，本艦於1912年11月7日在庞韦特造船厂放置龍骨，1913年9月30日時下水，並在1916年3月10日正式在法國海軍服役。第一次世界大戰期間，洛林號被編入法國地中海艦隊，並隨隊駐防在克基拉島，阻止奧匈帝國海軍突破亞得里亞海。然而因奧匈帝國海軍的艦隊較少活動，因而洛林號較無建樹。在戰間期，洛林號經歷4次改裝，艦舯砲塔於最後一次改裝時移除，並於艦上設置艦載機設施，不過艦上的艦載機設施在1943年被移除。
二次世界大戰爆發後，洛林號隨英國皇家海軍在東地中海海域一同作戰。當法國於1940年7月向納粹德國投降後，洛林號隨駐紮在亞歷山大港的法國艦隊一同解除武裝，並交由英國皇家海軍監視。1942年12月後，洛林號加入自由法國海軍，並在龍騎兵行動與拉羅歇爾包圍戰中以砲火支援聯軍。戰後，洛林號成為布列塔尼级中，唯一一艘安然度過2次大戰的軍艦，並轉為訓練艦與兵營艦。1953年2月17日，洛林號正式從法國海軍除役，並在隔年拆解。

### 巴賽勒斯·康斯坦丁諾號
希腊海军本欲向法国订购一艘布列塔尼级战列舰，要求与圣纳泽尔船厂之前所造的洛林号设计相同，定名巴赛勒斯·康斯坦丁诺号。工程于1914年6月开始，但在8月便因战争爆发而终止，之后便没有复工。该合同的争端一直拖延到1925年才得到解决。

## 註解
1. ↑  僅洛林號拆除船舯一座主砲塔，另2艦仍維持5座主砲塔。
2. ↑  僅洛林號在1935年改裝後才配置，並於1944年移除。

## 註腳
1. ↑  Jordan & Dumas，第8頁.
2. ↑  劉怡（2011年），第119-120页
3. 1 2 3 4 5 6  Gardiner & Gray，第198頁.
4. 1 2 3  Dumas，第74頁.
5. ↑  Whitley，第40頁.
6. 1 2 3 4 5 6  Dumas，第79頁.
7. ↑  Hore，第76頁.
8. 1 2 3 4  Dumas，第83頁.
9. 1 2  Dumas，第81頁.
10. 1 2  Whitley，第41–42頁.
11. 1 2 3 4 5  Whitley，第42頁.
12. ↑  Dumas，第75頁.
13. ↑  Jordan & Dumas，第12頁.
14. ↑  Jordan & Dumas，第13頁.
15. 1 2 3 4  Whitley，第41頁.
16. 1 2  . NavWeaps.   [2017-06-24]. （原始内容存档于2021-02-12）.
17. ↑  . le.fantasque.   [2010-07-06]. （原始内容存档于2020-08-14） （法语）.
18. ↑  Jordan & Dumas，第12–13頁.
19. ↑  Whitley，第39頁.
20. ↑  Dumas，第83, 158, 163–164頁.
21. 1 2 3  Dumas，第165頁.
22. 1 2  Gardiner & Gray，第384頁.
23. 1 2 3  Halpern，第19頁.
24. 1 2  Whitley，第43頁.
25. 1 2  Rohwer，第10頁.
26. ↑  Robertson & Dent，第25頁.
27. ↑  Rohwer，第31頁.
28. 1 2  劉怡（2011年），第122页
29. 1 2 3 4 5  Whitley，第44頁.
30. ↑  Rohwer，第48頁.
31. ↑  Rohwer，第27頁.
32. ↑  Rohwer，第32頁.
33. ↑  Rohwer，第354頁.
34. ↑  Rohwer，第409頁.